# Club Baloncesto Estudiantes
Il Club Baloncesto Estudiantes è una società di pallacanestro con sede a Madrid, Spagna.
La squadra maschile gioca nella massima serie professionistica spagnola, la Liga ACB. La società vanta anche una squadra femminile.
È uno dei due club di Madrid, insieme al Real Madrid.

## Storia
Il club fu fondato nel 1948 da un gruppo di studenti di una scuola superiore di Madrid, l'Instituto Ramiro de Maeztu.
Dal 1955, quando è stato organizzato dalla federazione spagnola, la Federación Española de Baloncesto, il primo campionato con la formula della "long season", l'Estudiantes è uno dei sei club che hanno sempre partecipato alla massima serie torneo.
È inoltre uno di due soli club spagnoli di pallacanestro ad avere sia la squadra maschile che quella femminile nella massima serie spagnola.

## Palazzetti

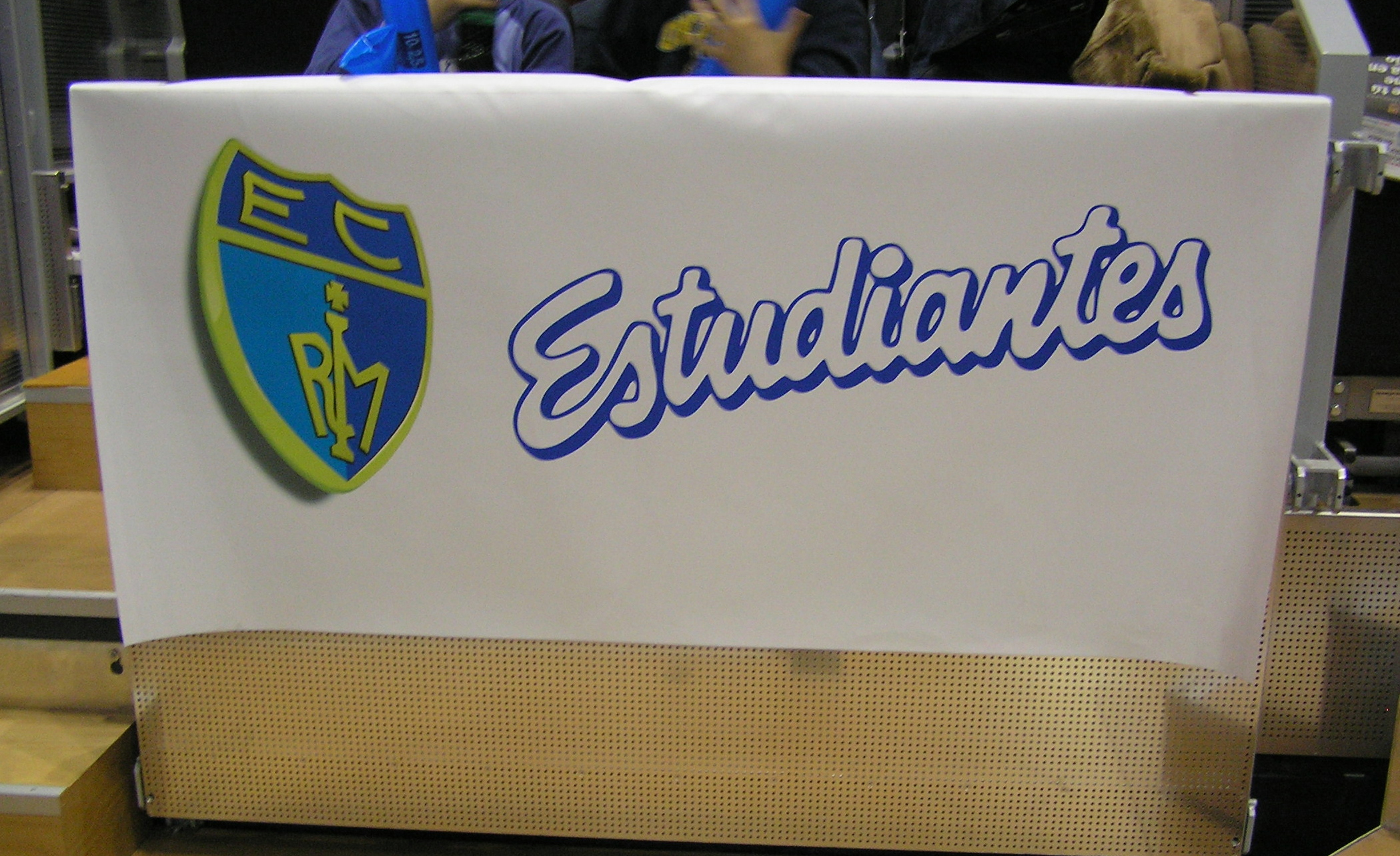
Il logo del club

- Ramiro de Maeztu High School Courts (1948–1971)
- Polideportivo Magariños (1971–1987)
- Palacio de Deportes de la Comunidad de Madrid (1987–2001) (2010-     )
- Palacio Vistalegre (2001–2005)
- Telefónica Arena (2005–2010), conosciuta anche come Madrid Arena

## Roster 2021-2022
Aggiornato al 18 agosto 2021.
|    | Naz.                                     | Ruolo | Sportivo         | Anno | Alt. | Peso | Note |
| -- | ---------------------------------------- | ----- | ---------------- | ---- | ---- | ---- | ---- |
| 5  | Spagna (bandiera)                        | G     | Adams Sola       | 2000 | 193  | 75   |      |
| 19 | Spagna (bandiera)                        | G     | Rubén Domínguez  | 2003 | 197  | 85   |      |
| 24 | Cile (bandiera)                          | P     | Nacho Arroyo     | 2000 | 187  | 77   |      |
| 42 | Montenegro (bandiera)                    | A     | Nemanja Đurišić  | 1992 | 203  | 104  |      |
|    | Spagna (bandiera)                        | AP    | Héctor Alderete  | 2002 | 203  |      |      |
|    | Brasile (bandiera) · Spagna (bandiera)   | C     | Felipe dos Anjos | 1998 | 218  | 114  |      |
|    | Spagna (bandiera)                        | AP    | Javier Beirán    | 1987 | 203  | 91   |      |
|    | Stati Uniti (bandiera)                   | P     | Johnny Dee       | 1992 | 183  | 84   |      |
|    | Argentina (bandiera) · Italia (bandiera) | P     | Lucas Faggiano   | 1989 | 188  | 84   |      |
|    | Spagna (bandiera)                        | AG    | Nacho Martín     | 1983 | 202  | 111  |      |
|    | Francia (bandiera)                       | AC    | Darel Poirier    | 1997 | 208  | 106  |      |

### Staff tecnico
| Allenatore: | Jota Cuspinera                  |
| Assistenti: | Íñigo de la Villa, Daniel Gómez |

## Cestisti
- Mike Schlegel 1993-1994

### Membri della Hall of Fame
- Antonio Díaz-Miguel, AG, 1950–1952, 1953–1958, introdotto nel 1997

## Palmarès

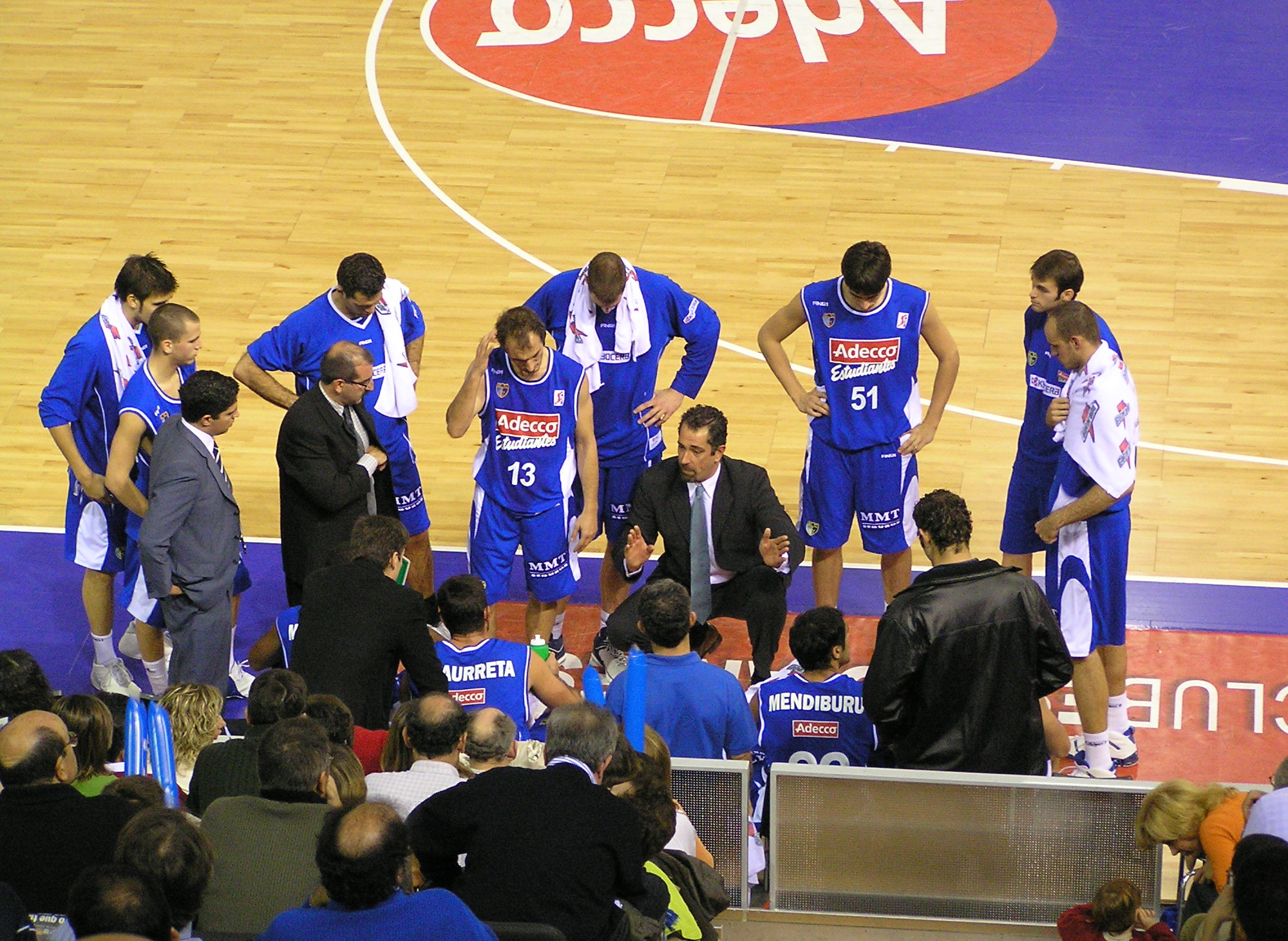
La squadra nella stagione 2005-2006.

### Titoli nazionali
- Copa del Rey: 3

1963, 1992, 2000
- Copa Príncipe de Asturias: 1

1986
- Copa Princesa de Asturias: 2

2022, 2024

### Altri piazzamenti
- Campionato spagnolo: finale

1962-63, 1967-68, 1980-81, 2003-04
- Coppa Saporta: semifinale

1973-74, 1975-76
- Coppa dei Campioni: semifinale

1991-92
- Coppa Korać: finale

1998-99
- ULEB Cup: semifinale

2002-03, 2003-04
- FIBA EuroCup: semifinale

2006-07

### Premi individuali
MVP della Coppa del Re
- Juan Antonio Orenga – 1991
- John Pinone – 1992
- Alfonso Reyes – 2000

Giocatore rivelazione della stagione ACB
- Sergio Rodríguez – 2005
- Carlos Suárez – 2006

Campione delle gare di schiacciate della Liga ACB
- David Russell – 1986, 1987
- Rickie Winslow – 1990
- Chandler Thompson – 1996, 1998

Campione al tiro da tre punti della Liga ACB
- Danko Cvjetićanin – 1993
- Keith Jennings – 1996

Formazione tipo Liga ACB
- Carlos Jiménez – 2006

## Sponsor
Attraverso gli anni il CB Estudiantes ha avuto varie sponsorizzazioni:
| - Estudiantes Monteverde (1971–1977) - Estudiantes Mudespa (1978–1981) - Estudiantes Caja Postal (1981–1982, 1989–1995) - Estudiantes Todagrés (1987–1988) - Estudiantes Bosé (1988–1989) - Estudiantes Argentaria (1995–1997) - Adecco Estudiantes (1998–2006) - MMT Estudiantes (2006–2009) - Asefa Estudiantes (2009-...) |